# ايثاناسيا شيرمان ميد
ايثاناسيا شيرمان ميد (1936-1895) طبيبة رائدة في ساحل المحيط الهادئ. وكانت الدكتورة ميد أول رئيسة لنادي المرأة الطبي في كاليفورنيا.

## حياتها
ولدت ايثاناسيا شيرمان في عام 1836 في جينيسي، كانت ابنة اخ الجنرال وليام شيرمان. عندما كانت في السابعة عشرة من عمرها، تزوجت من رجل اختارته والدتها وبعد فترة وجيزة انتقلت إلى كاليفورنيا. بعد وفاة طفلها الوحيد في ولادته، التفتت والتحقت إلى التوليد، ثم انتقلت بعدها إلى الطب. عادت إلى الساحل الشرقي وعملت في المستشفيات خلال الحرب. وفي عام 1869 تخرجت من كلية الطب للمرأة في بنسلفانيا.

## كاليفورنيا
عندما عادت إلى كاليفورنيا، افتتحت الدكتورة ميد مكتباً في شارع البعثة في سان فرانسيسكو. كانت أول طبيبة تثبت نفسها في كاليفورنيا. ومع ذلك، وبسبب الزمن، لم يلتق بها سوى القليل من الاعتراف في مهنة الطب.أصيبت بالربو وانتقلت في نهاية المطاف إلى سان خوسيه حيث مارست العلاج لمدة 25 عاما. وفي عام 1876، أُدخلت الدكتورة ميد إلى الجمعية الطبية الحكومية إلى جانب أربع طبيبات آخرين.

## الموت
توفيت الدكتورة ميد في عام 1895 بسبب انسداد دماغي من التهاب الشغاف. تم حرقها ووضع رمادها في مقبرة حديقة السرو.